# Onorate l'altissimo poeta
Onorate l'altissimo poeta (The Immortal Bard) è un racconto di fantascienza di Isaac Asimov pubblicato per la prima volta nel 1954 sul numero di maggio della rivista Universe Science Fiction.
Successivamente è stato incluso in varie antologie, tra cui Le migliori opere di fantascienza (The Best Science Fiction of Isaac Asimov) del 1986.
È stato pubblicato varie volte in italiano a partire dal 1975.

## Trama
Due professori si incontrano e fanno conversazione alla festa di Natale della facoltà. Uno di essi è il professore di fisica dottor Phineas Welch, che ha bevuto un po' e inizia a parlare con il giovane insegnante di inglese Scott Robertson.
Welch annuncia di poter riportare indietro gli spiriti dei morti illustri, e spiega che, attraverso un “trasferimento temporale”, è in grado di portare nel presente persone del passato. All'inizio Robertson tratta la storia di Welch come un racconto divertente ispirato dall'alcol, e si gode la conversazione. Welch racconta di aver tentato di riportare al presente scienziati eminenti da epoche antiche – Archimede, Isaac Newton, Galileo Galilei – ma che però non riuscivano ad adattarsi alla società del ventesimo secolo e che quindi ha capito di aver bisogno di una mente adattabile e universale.
"Quindi" - continua - "ho provato con William Shakespeare": secondo Welch, Shakespeare era abbastanza flessibile da capire gli esseri umani di ogni epoca, e difatti è riuscito ad adattarsi abbastanza facilmente al mondo moderno. Welch racconta che Shakespeare era molto curioso di sapere cosa pensassero di lui le generazioni future e quindi Welch gli ha trovato un libro di letteratura, che ha esasperato Shakespeare per le interpretazioni delle sue parole avvenute in cinque secoli.
Alla fine Welch ha iscritto Shakespeare a un corso serale sulle opere di Shakespeare, tenuto proprio da Robertson. A questo punto Robertson incomincia seriamente a preoccuparsi: in effetti si ricorda di un uomo calvo, con uno strano accento, e inizia a dubitare che la storia di Welch possa essere dopotutto vera. Timidamente chiede a Welch cosa sia successo dopo e il fisico esplode di rabbia, dicendogli di come Welch sia stato costretto a rimandarlo nel 1600, umiliato, dopo essere stato bocciato al corso.